# Elio Balletti
Elio Balletti († 1995) war ein italienischer Szenenbildner.
Balletti arbeitete von 1955 bis zu seinem Tode für zahlreiche Filme und Fernsehspiele. 1963 führte er bei der Pseudo-Dokumentation Hexenkessel der Erotik (Mondo sexy) auch einmalig Regie.